# Baltimore Ravens 2008
La stagione 2008 dei Baltimore Ravens è stata la 13ª della franchigia nella National Football League. Fu la prima stagione sotto la direzione del capo-allenatore John Harbaugh. Nei primi due giri del draft la squadra scelse due colonne dei suoi futuri successi, il quarterback Joe Flacco e il running back Ray Rice. Malgrado l'avere uno dei calendari più impegnativi della lega, i Ravens terminarono con un record di 11-5. Dopo avere battuto nel primo turno di playoff i Dolphins, nel divisional round batterono i Tennessee Titans, la squadra col miglior record della conference. La loro corsa si fermò nella finale della AFC contro i Pittsburgh Steelers.

## Scelte nel Draft 2008

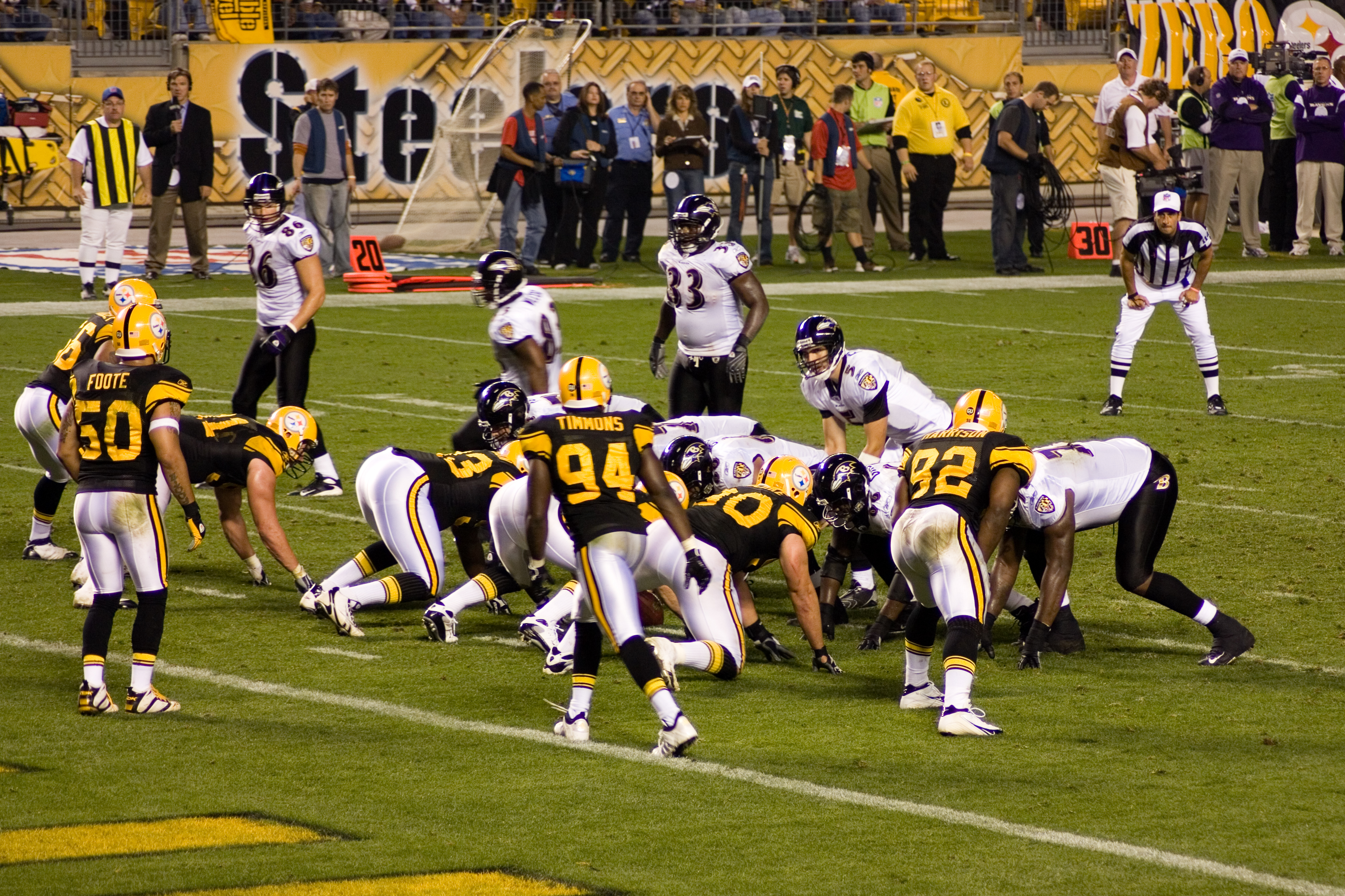
La partita della settimana 4 contro gli Steelers.

| Scelta compensatoria |

| Giro | Scelta | Giocatore       | Ruolo | College     |
| ---- | ------ | --------------- | ----- | ----------- |
| 1    | 18     | Joe Flacco      | QB    | Delaware    |
| 2    | 55     | Ray Rice        | RB    | Rutgers     |
| 3    | 71     | Tavares Gooden  | LB    | Miami (Fl.) |
| 3    | 86     | Tom Zbikowski   | SS    | Notre Dame  |
| 3    | 99     | Oniel Cousins   | OG    | UTEP        |
| 4    | 106    | Marcus Smith    | WR    | New Mexico  |
| 4    | 133    | David Hale      | OT    | Weber State |
| 6    | 206    | Haruki Nakamura | FS    | Cincinnati  |
| 7    | 215    | Justin Harper   | WR    | VT          |
| 7    | 240    | Allen Patrick   | RB    | OU          |

## Calendario

### Stagione regolare
| Turno | Avversario           | Data               | TV                 | Ora (ET)           | Stadio                   | Città                        | Risultato          | Record             | Recap |
| ----- | -------------------- | ------------------ | ------------------ | ------------------ | ------------------------ | ---------------------------- | ------------------ | ------------------ | ----- |
| 1     | Cincinnati Bengals   | 7/9/2008           | CBS                | 1:00 p.m.          | M&T Bank Stadium         | Baltimore, Maryland          | V 17–10            | 1–0                | Recap |
| 2     | Settimana di pausa   | Settimana di pausa | Settimana di pausa | Settimana di pausa | Settimana di pausa       | Settimana di pausa           | Settimana di pausa | Settimana di pausa |       |
| 3     | Cleveland Browns     | 21/9/2008          | CBS                | 4:15 p.m.          | M&T Bank Stadium         | Baltimore, Maryland          | V 28–10            | 2–0                | Recap |
| 4     | Pittsburgh Steelers  | 29/9/2008          | ESPN               | 8:30 p.m.          | Heinz Field              | Pittsburgh                   | S 20–23 DTS        | 2–1                | Recap |
| 5     | Tennessee Titans     | 5/10/2008          | CBS                | 1:00 p.m.          | M&T Bank Stadium         | Baltimore, Maryland          | S 10–13            | 2–2                | Recap |
| 6     | Indianapolis Colts   | 12/10/2008         | CBS                | 1:00 p.m.          | Lucas Oil Stadium        | Indianapolis (Indiana)       | S 3–31             | 2–3                | Recap |
| 7     | Miami Dolphins       | 19/10/2008         | CBS                | 1:00 p.m.          | Dolphin Stadium          | Miami Florida                | V 27–13            | 3–3                | Recap |
| 8     | Oakland Raiders      | 26/10/2008         | CBS                | 1:00 p.m.          | M&T Bank Stadium         | Baltimore, Maryland          | V 29–10            | 4–3                | Recap |
| 9     | Cleveland Browns     | 2/11/2008          | CBS                | 1:00 p.m.          | Cleveland Browns Stadium | Cleveland (Ohio)             | V 37–27            | 5–3                | Recap |
| 10    | Houston Texans       | 9/11/2008          | CBS                | 1:00 p.m.          | Reliant Stadium          | Houston (Texas)              | V 41–13            | 6–3                | Recap |
| 11    | New York Giants      | 16/11/2008         | CBS                | 1:00 p.m.          | Giants Stadium           | East Rutherford (New Jersey) | L 10–30            | 6–4                | Recap |
| 12    | Philadelphia Eagles  | 23/11/2008         | Fox                | 1:00 p.m.          | M&T Bank Stadium         | Baltimora                    | V 36–7             | 7–4                | Recap |
| 13    | Cincinnati Bengals   | 30/11/2008         | CBS                | 1:00 p.m.          | Paul Brown Stadium       | Cincinnati (Ohio)            | V 34–3             | 8–4                | Recap |
| 14    | Washington Redskins  | 7/12/2008          | NBC                | 8:15 p.m.          | M&T Bank Stadium         | Baltimore, Maryland          | V 24–10            | 9–4                | Recap |
| 15    | Pittsburgh Steelers  | 14/12/2008         | CBS                | 4:15 p.m.          | M&T Bank Stadium         | Baltimore, Maryland          | S 9–13             | 9–5                | Recap |
| 16    | Dallas Cowboys       | 20/12/2008         | NFL Network        | 8:00 p.m.          | Texas Stadium            | Irving, Texas                | V 33–24            | 10–5               | Recap |
| 17    | Jacksonville Jaguars | 28/12/2008         | CBS                | 4:15 p.m.          | M&T Bank Stadium         | Baltimors, Maryland          | V 27–7             | 11–5               | Recap |

### Playoff
| Turno            | Data | Ora (ET)  | Avversario             | Risultato | Risultato | Stadio          | TV  | Recap |
| Turno            | Data | Ora (ET)  | Avversario             | Punteggio | Record    | Stadio          | TV  | Recap |
| ---------------- | ---- | --------- | ---------------------- | --------- | --------- | --------------- | --- | ----- |
| Wild card        | 4/1  | 1:00 p.m. | at Miami Dolphins      | V 27-7    | 12-5      | Dolphin Stadium | CBS |       |
| Divisional       | 10/1 | 4:30 p.m. | at Tennessee Titans    | S 3-20    | 13-5      | LP Field        | CBS |       |
| AFC Championship | 18/1 | 6:30 p.m. | at Pittsburgh Steelers | S 3-20    | 13-6      | Heinz Field     | CBS |       |